# Атанас Лерински
Атанас Иванов Лерински е български революционер и политик, деец на Българския земеделски народен съюз – Никола Петков.

## Биография
Иванов е роден в 1898 година леринското село Неред, тогава в Османската империя, днес в Гърция. Емигрира в България. В 1923 година участва в Септемврийското въстание заедно със съселянина си Лазар Филипов Божанин Лерински в Долна баня под командването на Кирил Лазаров.
След Деветосептемврийския преврат в 1944 година, е избран в 1946 година за народен представител във VI Велико народно събрание от БЗНС – Никола Петков. Не изкарва пълния мандат, тъй като след ареста на лидера на опозицията Никола Петков през април 1947 година повечето депутати земеделци също са задържани, а партията е разтурена. През първата половина на 50-те години е въдворен в лагера „Белене“. Освободен е към края на 1959 година, но на практика е убит при освобождаването си. Юлия Гурковска пише в спомен за баща си Григор Гурковски следното за Атанас Лерински:
| „ | Поддържал духа на хората в бараката с вицове и солени шеги по адрес на надзирателите. Един от тях му се заканил, че жив няма да излезе от там – и го изпълнил. По пътя от Втори обект до брега го карал да тича пред каруцата, чичо Атанас падал многократно, ставал, тичал, биели го и когато стигнали до понтоните, паднал в безсъзнание. Качили го на влака, но той не се свестил… Когато го свалиха на ръце, той вече нищо не разбираше. Така и не дойде на себе си след няколко дни почина. | “ |

Погребан е в Централните софийски гробища. Дъщеря му Нина Леринска, ученичка във Френския колеж през 1947 година, е наблюдавана от Държавна сигурност.